# Horacio de la Costa
Horacio V. de la Costa (Mauban, 9 mei 1916 – 20 maart 1977) was een Filipijns geestelijke en historicus. 

## Biografie
Horacio de la Costa werd geboren op 9 mei 1916 in Mauban in de Filipijnse provincie Quezon. Hij voltooide in 1935 summa cum laude zijn Bachelor of Arts-opleiding aan de Ateneo de Manila University. Dat jaar trad hij ook toe tot de orde van de Jezuïeten en vervolgens voltooide hij in 1939 ook zijn Master-opleiding aan het Sacred Heart Novitiaat in Novaliches, Quezon City. Na zijn studie doceerde De la Costa van 1939 tot 1941 Filosofie en Geschiedenis aan de de Ateneo de Manila University. 
Tijdens de Tweede Wereldoorlog hielp De la Costa de Amerikaanse Jezuïtische provinciaal van de Filipijnen John F. Hurley om hulp te bieden aan Amerikaanse en Filipijnse soldaten die waren ontkomen aan Japanse krijgsgevangenschap. Hiervoor ontving hij in 1946 een Medal of Freedom van de Amerikaanse overheid. Na de oorlog studeerde hij verder in de Verenigde Staten. Hij studeerde Theologie aan Woodstock College in Maryland. Daar werd op 24 maart 1946 ook tot priester gewijd. In 1951 voltooide hij zijn Ph.D. Geschiedenis aan de Amerikaanse universiteit Harvard. 
Terug in de Filipijnen was De la Costa Van 1953 tot 1957 de eerste Filipijnse decaan van de Faculteit van de Kunst en Wetenschap van de Ateneo de Manila University. Tevens was hij in deze periode hoogleraar geschiedenis aan deze universiteit. Van 1964 tot 1970 Provinciaal van de Filipijnse provincie van de Jezuïeten. Hij was daarmee de eerste provinciaal van Filipijnse afkomst uit de geschiedenis. Van 1970 tot 1975 was hij assistent en adviseur van de Generaal-overste van de Jezuïeten in Rome.
De La Costa schreef diverse, veelal historische, boeken. Zijn meeste bekende boek is The Jesuits in the Philippines 1768-1851 (1962). Voor dit werk ontving hij van president Diosdado Macapagal een Republic Heritage Award. Andere werken van zijn hand zijn: Recent Oriental History (1960), The Trial of Rizal (1961), Readings in Philippine History (1965), The Background of Philippine Nationalism and other Eassays (1965) en Asia and the Philippines (1967). Daarnaast schreef hij artikelen in tijdschriften als Hispanic American Historical Review, Philippine Studies en Philippine International. Ook was hij enige tijd redacteur van Philippine Studies.
De la Costa overleed in 1977 op 60-jarige leeftijd aan kanker.